# Hermann Hendrich
Hermann Hendrich, né le 31 octobre 1854 à Heringen en province de Saxe, mort le 18 juillet 1931 à Schreiberhau, dans la vallée du Zacken, en Silésie (actuellement Szklarska Poręba, en Pologne), est un peintre impressionniste allemand.
En 1901, Hendrich réalise cinq grandes toiles pour l'intérieur du Walpurgis Halle construit sur le plateau d'Hexentanzplatz (de) dans les montagnes du Harz. Ces peintures montrent des scènes de la nuit de Walpurgis du Faust de Goethe. Il a aussi composé douze toiles reprenant des scènes de L'Anneau du Nibelung pour le Nibelungenhalle (de), monument érigé en 1913 en l'honneur du compositeur Richard Wagner à Königswinter, au bord du Rhin, au sud de Cologne.
En 1907, il a participé à la création du Werdandi Bund, association d'inspiration Völkisch, avec Ludwig Schemann, Arthur Moeller van den Bruck, Adolf Bartels, Houston Stewart Chamberlain et Henry Thode.
Il a été fait citoyen d'honneur de Heringen. Par ailleurs, on a baptisé à Berlin, une place Hendrichplatz et, à Berlin-Lichtenberg, une rue Heringer Strasse.

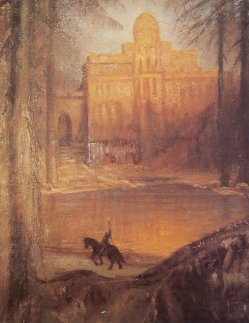
Parsifal
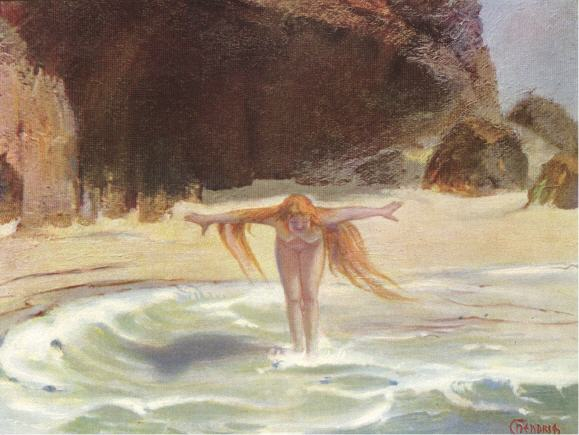
L'Épouse de la Mer